# الیاف
الیاف (جمع واژهٔ لیف یا رشته) یا فیبر مجموعه‌ای از مولکول زنجیره‌ای خطی و دراز است، که تا حدود زیادی به موازات یک‌دیگر در محور طولی لیف قرار دارند.
از نظر علمی بسپار(پلی‌مر)‌هایی که تکپار(مونومر) آن‌ها بیش از دو کربن مسطح دارند، قابلیت تبدیل به لیف را دارا هستند.
الیاف غالبا در تولید مواد دیگر استفاده می‌شوند. مستحکم‌ترین مواد مهندسی به صورت الیاف ساخته می‌شوند. مانند الیاف کربن یا پلی اتیلن با وزن ملکولی فوق‌العاده بالا.

مادهٔ اولیهٔ مورد استفاده در صنعت نساجی الیاف می‌باشند که با ویژگی‌هایی نظیر: قابلیت انعطاف، ظرافت و دارا بودن نسبت زیاد طول به قطر مشخص می‌گردد. الیاف مختلف دارای رفتارهای متفاوتی همچون رفتار حرارتی ، شیمیایی، مکانیکی ، فیزیکی و غیره بوده که با شناسایی این رفتارها می‌توان آن‌ها را در گروه‌های مختلفی طبقه‌بندی نمود.

الیاف به‌طور کلی به دو دسته طبیعی و مصنوعی رده‌بندی می‌شوند.

## انواع الیاف
به‌طور کلی، با توجه به روش ساخت آن‌ها به دو دستهٔ طبیعی و مصنوعی تقسیم می‌شوند و با توجه به نوع کاربردشان در صنایع مختلف با نام خاصی شناخته می‌شوند.

### الیاف طبیعی
الیافی اند که از طبیعت و بدون نیاز به تغییری کلی در ماهیت یا شکل آن به دست می‌آیند و به سه دسته تقسیم‌بندی می‌شوند:
۱. الیاف گیاهی
- دانه‌ای :مانند پنبه

پنبه یا پمبک از خصوصیات یکی از واژه‌های پهلوثی می‌باشد. این نوع گیاه بسیار نازک و ظریف می‌باشد و این نوع گیاه با گل‌های زرد و سرخ در طبیعت ظاهر شده‌است، میوه این نوع گیاه غوزه می‌گویند که دارای ۳تا۵ ترک می‌باشد پس از رسیده شدن غوزه، ترک‌ها شکافته می‌شود و از میان غوزه تارهای بسیار نازک و سفیدی دیده می‌شود، تارها ی پنبه همگی به یک اندازه نیست. همچنین ما می‌توانیم این نوع الیاف را زیر میکروسکوپ مشاهده کرد، و تارهای استوانه‌ای شکلی می‌بینیم، که به ۳ دسته تقسیم می‌شود:۱-بخش رویی که کوتی کول ۲-دیواره ثانویه که سلولز نامیده می‌شود۳- بخش میانی یا دیواره لومن که اندازه و ارتفاع‌های متفاوتی دارند، این نوع گیاه مخصوص مناطق گرمسیر مانند:هندوستان ،مصر، آمریکا، و... یکی از مهم‌ترین الیاف سلولزی می‌باشد. این نوع الیاف در نساجی بسیار پر کاربرد می‌باشد هم چنین در پوشاک از جمله نخ، پارچه، و در دستبافته‌هایی مانندقالی، گیلم، زیلو استفاده می‌شود. پنبه  در زمان‌های قدیم کشت می‌شده‌است از 'ونه‌های وحشی پنبه در مناطق گرمسیر کشت می‌شده، باستان شناسان طی تحقیقات  آثاری مهمی از جمله پارچه‌هایی و ریسمان‌هایی در هندوستان پیدا کرده‌اند که به دوره هزاره سوم قبل از میلاد باز می‌گردد. در هنر نساجی پنبه مواد اولیه می‌باشد. همچنین الیاف کوتاه پنبه که نمی‌توان آن را تبدیل به نخ کرد را به الیاف مصنوعی تبدیل می‌کنند، و از ضایعاتش کاغذ ضخیم ساخته می‌شود. پنبه بسیار اهمیت دارد و در اقتصاد جهانی به آن طلای سفید می‌گویند. این نوع الیاف در رنگ‌های سفید، زرد، قهوه‌ای، خاکستری دیده می‌شود. پنبه به عنوان ماده اصلی برای چله کشی فرش مصرف دارد. پنبه دارای قدرت جذب بالایی دارد به همین دلیل رطوبت زیادی را به خود می‌گیرد. زمانی که پنبه را به پارچه تبدیل می‌کنند و برای مصارف زیر پیراهن، لباس‌های نوزاد، حوله استفاده می‌شود چون با بدن تماس دارد نرم و ضد حساسیت می‌باشد.
پنبه اگر مدت طولانی خشک و چروک شود به راحتی با اتو صاف و یک دست می‌شود. به همین دلیل آن را با پلی استر  مخلوط کرده تا از عیب‌هایش کاسته شود،
- ساقه‌ای :مانندکتان، کنف، مانیلا

کتان این نوع گیاه از ساقه‌ای به نامفلاکس بدست می‌آید هر ساله کشت می‌شود و ارتفاعش به۱۲۰و قطر۱٫۸تا۱٫۱۶ اینچ است. گل‌های این نوع با رنگ‌های سفید، قرمز، بنفش، لاجورذدی، آبی ما را شیفتهٔ خود می‌کنند. الیاف این گیاه زمانی  مرغوب می‌باشد که به خاک و شرایط جوی زمین بستگی دارد. این گیاه بر خلاف پنبه در شرایط آب و هوایی سرد و مرطوب کشت می‌شود. کتان بیشتر در مناطقی مانند:فرانسه، بلژیک ،ایرلند، شوروی، زلاندنو کاشته می‌شود. برای پارچه‌های کتانی از رنگ‌های خمی، پیگمنت‌های رنگی، استفاده می‌شودبه دلیل آنکه این نوع الیاف تارهای محکمی دارند برای رنگرزی باید بالای ۱۰۰سانتی گراد در دما قرار بدهیم، تا رنگ را به خود بگیرد. از خصوصیات این الیاف محکم بودن، درخشنده تر از پنبه است. پارچه‌های این نوع الیاف بسیار خنک است و برای فصل تابستان بسیار مناسب می‌باشد. اما زود چروک می‌شود در هنر نساجی این نوع الیاف را با الیاف‌های دیگر مخلوط کرده تا از چروکی سریع جلوگیری شود و مقامتش بالا برود. این الیاف را برای پارچه هاب کتانی و لباس‌های زنانه، بلوزها، کت و شلوار مردانه استفاده می‌کنند. هم چنین در پارچه‌های مبلمان و حوله و پارچه‌هایبزرنت  مورد مصرف قرار می‌گیرند. این الیاف را هم چنین قبرای تهیه پوشاک با الیاف ابریشم مخلوط می‌کنند.
کنف
این نوع الیاف از دانه گیاهی به نام شاهدانه بدست می‌آید. این گیاه در آسیا در زمان‌های قدیم شناخته شده بوده، طول ساقه این گیاه به۳مترو قطر ۲CMمی‌رسد، الیاف کنف ضخیم‌تر ازکتان و رنگش تیره تر می‌باشد و به همین دلیل دمای بالاتری از کنف و همچنین سفید کردن این نوع الیاف مشکل تر می‌باشد. نوعی از این الیاف که در ایتالیا کشت می‌شود نسبت به منطقه‌های دیگر روشن و شفافیت بیشتری دارد. باستان شناسان عقیده دارند که این گیاه از زمان ۲۵۰۰سال پیش از میلاد مسیح در بین مردم وجود داشته طبق اثری که از چین بدست آمده بود. از بین انواع این گیاه سونکه در هندوستان کشت می‌شود و زیر شاخه کنف می‌باشد مرغوب تر و کیفیت بهتری دارد.

### الیاف مصنوعی
به گروهی از الیاف گفته می‌شود که توسط روش‌های خاص  تولید می‌شوند و به‌طور معمول در طبیعت وجود ندارند ولی ممکن است ریشه طبیعی داشته یاشند.
الیاف مصنوعی به دو دستهٔ زیر قابل تقسیم است:
الیاف سینتتیک
الیافی که  منشا آن‌ها نفت بوده  با استفاده از فناوری‌های خاص تولید می‌شوند. مانند نایلون،داکرون،ارلون،ساران یا به‌طور کلی پلی آمیدها، پلی استرها، پلی اورتان‌ها، پلی اکریلونیتریل، پلی وینیل کلراید و ...
الیاف بازیافته
الیافی که مواد اولیه‌شان در طبیعت بوده و با تکنولوژی‌های خاص تبدیل به الیاف می‌شوند،الیاف بازیافته می‌گویند: مانند ویسکوز، استات و تری استات
امروزه تکنولوژی تولید الیاف مختلف در بخش‌های مختلف صنعت نساجی امکان‌پذیر است.

## الیاف‌شناسی
الیاف در نساجی به دو دسته طبیعی و مصنوعی تقسیم می‌شوند.
الیاف طبیعی:این الیاف خود به سه دسته گیاهی، حیوانی و معدنی تقسیم می‌شود. از بین الیاف گیاهی پنبه مهم‌ترین و پر مصرف‌ترین آنهاست و بیشترین ماده‌ای که در پنبه وجود دارد سلولز می‌باشد. و جین پارچه‌ای است که از الیاف ۱۰۰٪ گیاهی تولید می‌شود. از دیگر الیاف گیاهی می‌توان به: کتان، کنف، چتایی و رامی اشاره کرد.
درمیان الیاف حیوانی مهم‌ترین و پر مصرف‌ترین آن‌ها پشم می‌باشد که منبع تهیه آن پشم گوسفند می‌باشد.
دیگر الیاف حیوانی شامل: کشمیر، موهر، ابریشم و پشم شتر می‌باشد.
از الیاف معدنی می‌توان به آزبست یا پنبه نسوز اشاره کرد.
الیاف مصنوعی شامل: ریون، نایلون، پلی استر، اکریلیک و ویسکوز ریون اشاره کرد.